# PAS Teheran
PAS Teheran (per. باشگاه فوتبال پاس تهران) – irański klub piłkarski z siedzibą w stolicy kraju, Teheranie, działający w latach 1963–2007. Do końca swojego istnienia występował w 1. lidze.

## Historia
Klub został założony w 8 lipca 1963. Na początku swojego istnienia grał w lokalnej lidze w Teheranie. W owym czasie największymi jego rywalami były zespoły Shahin Teheran, Taj Teheran oraz Daraei Teheran. Klub zdobył mistrzostwo Teheranu w 1967 i 1968. W 1973 odbyły się pierwsze rozgrywki ogólnokrajowe, w których uczestniczył również PAS Teheran. Drużyna nadal liczyła się w walce o najwyższe laury. Klub zdobył mistrzostwo Iranu w sezonach 1976/1977 i 1977/1978. Jednak w następnym roku rozgrywek nie dokończono ze względu na wybuch rewolucji. Później ze względu na wojnę z Irakiem piłka nożna zeszła na dalszy plan. Następne ogólnokrajowe rozgrywki rozegrano dopiero w 1989.
Na początku lat 90. PAS Teheran był jedną z najlepszych ekip w Iranie. Zespół zdobył mistrzostwo Iranu w sezonach 1991/1992 i 1992/1993. W 1993 klub zdobył swoje najcenniejsze trofeum - zwyciężył w rozgrywkach Azjatyckiej Ligi Mistrzów. Później jednak drużyna pozostawała w cieniu dwóch innych zespołów, którymi były Persepolis Teheran oraz Esteghlal Teheran. PAS Teheran zdołał jeszcze zdobył mistrzostwo kraju w sezonie 2003/2004. Z powodu kłopotów finansowych 9 czerwca 2007 został rozwiązany.
W tym samym roku na podstawach tego klubu został utworzony nowy zespół PAS Hamedan, który występuje w 1. lidze.

## Sukcesy
- Mistrzostwo Teheranu (2 razy): 1967, 1968
- Mistrzostwo Iranu (5 razy): 1977, 1978, 1992, 1993, 2004
- Azjatycka Liga Mistrzów: 1993

## Reprezentanci kraju w barwach
- Chodadad Azizi
- Arasz Borhani
- Hamid Estili
- Sattar Hamedani
- Wahid Haszemian
- Mohammad Chakpour
- Rasoul Chatibi
- Ali Latifi
- Hamlet Mchitarjan
- Nima Nakisa
- Dżawad Nekounam
- Mohammad Nosrati
- Hassan Roudbarian